# El albañil
El albañil es una película de comedia y drama mexicana de 1975, escrita y dirigida por José Estrada y protagonizada por Vicente Fernández y Manoella Torres. Esta película fue rodada en la Ciudad de México.

## Argumento
La película inicia con Reynaldo (Vicente Fernández) conduciendo un auto exótico acompañado de una chica que se niega a tener relaciones con él; puesto que ella quiere casarse cosa que él no quiere y la deja en la calle marchándose a una obra donde guarda el vehículo, ya que Reynaldo es el velador y trabajador de la obra que es un conjunto de departamentos. Reynaldo utiliza los coches que deja el arquitecto a su resguardo; su patrón empieza a sospechar  que él los usa, pero no le da mucha importancia al hecho, Reynaldo también está obsesionado con ser piloto y corredor de autos profesional, un día con su amigo Alberto «El Cancer» (Alberto Rojas) quien es un ladrón de herramienta y tracalero van a un bar a recomendar una ama de llaves Enedina, amiga de Alberto, donde Reynaldo escucha cantar a una joven, el público no la apoya porque llevaba mucha ropa para el lugar donde está, después de un zafarrancho en los festejos del 3 de mayo en las obras, Reynaldo conoce a Juan Carlos Maroti un piloto que admira, este deja su automóvil deportivo en las obras pues resulta ser amigo del ingeniero, como es costumbre Reynaldo utiliza el auto quien en compañía de Alberto encuentran una tarjeta de crédito, Alberto falsifica la firma y compran ropa de etiqueta en un almacén haciéndose pasar por Maroti; nuevamente regresan al bar donde vieron la chica, luego de llevarla a cenar la lleva a una casa de donde Alberto sustrajo las llaves, ahí Reynaldo descubre que tiene una capacidad diferente, pues una de sus piernas está afectada por poliomielitis. Reynaldo paga los gastos de su debido operación a que está enamorado de ella. Cuando Manoella se recupera hace audiciones con el señor Juan Manuel Pelayo logrando fama con el tema "Te voy a enseñar a querer". En tanto Reynaldo es acusado de usurpación y robo por el propio Maroti y su patrón enviadolo al reclusorio. Finalmente, después de triunfar, Manuela paga la fianza pero resulta que ella piensa casarse con Maroti, entonces Reynaldo dado que está enamorado de ella pide que lo dejen para que se regrese a Huentitán,su pueblo natal. Más tarde Manuela lo alcanza en la carretera para quedarse con él finalizando la película.  

## Reparto
- Vicente Fernández - Reynaldo
- Manoella Torres - Ella misma
- Alberto Rojas «El Caballo» - El Cáncer/El Cancerbero
- Luis Manuel Pelayo - Él mismo
- Raúl «Chato» Padilla - Juez de comisaría
- Dacia González	- Enedina
- Graciela Lara - Mati

## Música
Bajo la dirección de Gilberto Parra se usaron estos sencillos en la película interpretados así por Vicente Fernández y Manoella Torres.
| Canción                   | Autor                     | Intérprete        |
| ------------------------- | ------------------------- | ----------------- |
| La Misma                  | Isidro Coronel Mendoza    | Vicente Fernández |
| Te quiero solo a ti       | Federico Méndez           | Vicente Fernández |
| La ley de la vida         | Ramón Ortega Contreras    | Vicente Fernández |
| Te voy a enseñar a querer | Laura Gómez Llanos        | Manoella Torres   |
| Tiempo de amar            | Armando Manzanero         | Manoella Torres   |
| Libre como gaviota        | Felipe Gil y Mario Arturo | Manoella Torres   |
| Los albañiles             | Juan Gallan               | Vicente Fernández |
| Siempre estaré contigo    | Armando Manzanero         | Vicente Fernández |